# Nemo iudex in causa sua
Nemo iudex in causa sua (z łac. Nikt nie może być sędzią we własnej sprawie) – podstawowy warunek bezstronności organu rozstrzygającego sprawę. W sytuacji, w której bezstronność organu budzi uzasadnioną wątpliwość, może zostać on wyłączony z toczącego się postępowania.

## Stosowanie w Polsce
Wszystkie główne polskie ustawy proceduralne (k.p.k., k.p.c., p.p.s.a., co do urzędników również k.p.a.) zawierają stosowne regulacje.
Istnieją dwa zasadnicze tryby usunięcia sędziego (a także pracownika czy organu w k.p.a.): z mocy prawa (iudex inhabilis) oraz na wniosek strony (iudex suspectus) lub oświadczenie sędziego do akt sprawy.
Kodeks postępowania karnego przewiduje wyłączenie sędziego (iudex inhabilis) w art. 40, m.in.: w sprawach dotyczących go bezpośrednio, jego małżonka, krewnego bądź powinowatego, gdy był on świadkiem czynu, brał udział w wydaniu orzeczenia, które zostało uchylone, pozostaje w takim stosunku osobistym z jedną ze stron, że zachodzą wątpliwości co do jego bezstronności.